# Sonate voor altviool en piano (Sjostakovitsj)
Sonate voor altviool en piano, opus 147 is een compositie uit 1975 van de Russische componist Dmitri Sjostakovitsj opgedragen aan Fjodor Droezjinin, altviolist van het Beethoven Quartet.

## Geschiedenis
Toen Sjostakovitsj aan deze compositie begon was hij al ernstig ziek en lag in het ziekenhuis. Hij begon op 25 juni 1975 en was met de schetsen klaar op 6 juli 1975. Daarna heeft hij verder gewerkt aan deze compositie en voltooide haar op 6 augustus 1975. Drie dagen later, 9 augustus 1975, stierf de componist aan zijn zoveelste hartinfarct. Het manuscript is zeer slordig, aangezien Sjostakovitsj zijn rechterhand bijna niet meer kon gebruiken.

## Compositie
De meer dan een half uur durende compositie bestaat uit drie delen:
1. Aria (of Novello) - Moderato
2. Scherzo - Allegretto
3. Ter herinnering aan de grootse Beethoven - adagio

Vooral het eerste en derde deel zijn zeer donkere composities, een kenmerk voor de latere Sjostakovitsj. In deel (3) zit een citaat uit de Mondscheinsonate van Beethoven en begint met 13 maten solo voor de altist.

## Premieres
De privé-première vond postuum plaats in de woning van de componist op 25 september 1975 (dat zou de 69ste verjaardag van de componist zijn); de première met publiek vond plaats in Leningrad, Glinka Hal, op 1 oktober 1975 door Droezjinin wie begeleid werd door de pianist Mikhail Muntyan.

## Transcripties
- opus 147A: transcriptie van de altvioolsonate voor cello en piano (1975).
- opus 147B: transcriptie van de altvioolsonate voor altviool, strijkorkest en celesta (1990, door V. Mendelssohn)

## Discografie
Onder meer:
- ECM Records 1425; Kim Kashkashian (altviool) en Robert Levin (piano).